# A la gola del llop
A la gola del llop (títol hongarès: Oroszlánbarlang, títol anglès: Den of Lions), és una pel·lícula de 2003 estatunidenco-hongaresa, dirigida per James Bruce. Es tracta d'una pel·lícula que s'estrena directament a DVD, protagonitzada per actors relativament famosos. Ha estat doblada al català.

## Argument
Mike Varga (Stephen Dorff) és un agent de l'FBI amb arrels magiars i d'origen gitano. Per a una nova investigació, Varga és enviat a Budapest, per infiltrar-se en la màfia russa i, sobretot, per apropar-se al brutal cap mafiós Darius Paskevic (Bob Hoskins) i tallar la seva sèrie de crims. Tanmateix, Varga es posa en problemes, quan s'enamora de la filla de Paskevic (Laura Fraser).

## Repartiment
- Stephen Dorff - Mike Varga
- Bob Hoskins - Darius Paskevic
- Laura Fraser - Katya Paskevic
- Ian Hart - Rob Shepard
- David O'Hara - Ferko Kurchina
- József Gyabronka - Laszlo Juskus
- Andrew McCulloch - Gyuarka Kovacs
- Tania Emery - Rita
- Philip Madoc - Avi Marcus
- Zita Görög - Nico